# Kan (řeka)
Kan (rusky Кан) je řeka v Krasnojarském kraji v Rusku. Je 629 km dlouhá. Povodí má rozlohu 36 900 km².

## Průběh toku
Pramení na severních svazích Východních Sajan v části zvané Kanské Belogorje. Až k soutoku s řekou Tichý Kan se jmenuje Divoký Kan. Na horním toku teče v úzké dolině a na středním v široké dolině po Kanské lesostepi. Na dolním toku pak protíná výběžky Jenisejského krjaže, přičemž vytváří říční prahy (Velký, Kosý). Ústí zprava do Jeniseje.

### Přítoky
- zprava – Agul
- zleva – Rybnaja

## Vodní režim
Zdrojem vody jsou sněhové a dešťové srážky. Průměrný roční průtok vody u vesnice Podporog činí 276 m³/s.

## Využití
Na oddělených částech řeky s klidnou hladinou je možná vodní doprava. Pod horami je řeka splavná. Na řece leží město Kansk. V povodí řeky se nachází východní část Kansko-ačinského uhelného revíru.